# تشارلز فورد
تشارلز فورد (بالإنجليزية: Charles Ford)‏ هو رجل عصابة أمريكي، ولد في 9 يوليو 1857 في مقاطعة راي في الولايات المتحدة، وتوفي في 6 مايو 1884 في ريتشموند (ميزوري) في الولايات المتحدة.